# 烏帽子美久
烏帽子 美久（えぼし みく、1992年2月18日 - ）は鹿児島県の種子島西之表市出身の日本の柔道家。78kg超級の選手。身長は167cm。体重95kg。血液型はB型。組み手は左組み。得意技は内股。現在はJR東日本の所属。

## 人物
柔道は6歳の時に黒潮柔友会で始めた。榕城中学2年の時に全国中学校柔道大会の70kg級で3位になった。3年の時には70kg超級に出場するが、決勝で中間南中学3年の佐藤瑠香に敗れて2位だった。
埼玉栄高校へ進むと、1年の時には金鷲旗で2位になると、インターハイ団体戦では決勝で小杉高校との代表戦となるが、田知本遥に大内刈で敗れた。2年の時には金鷲旗で同級生の前田奈恵子や馬場菜津美らとともに活躍して優勝した。インターハイの個人戦78kg超級でも決勝で敬愛高校3年の畑村亜希を破って優勝するが、団体戦では決勝で阿蘇高校と対戦して勝利するものの、チームは2位にとどまった。ベルギー国際では3位となった。高校選手権の団体戦では決勝で東大阪大敬愛高校を破って優勝した。3年の時には金鷲旗の決勝で佐藤瑠香率いる八幡工業高校を破って2連覇を達成するが、今大会は座り大将で1度も出番がなかった。インターハイ個人戦では決勝で新田高校の井上愛美を合技で破ってこちらも2連覇を飾った。さらには団体戦でも前田や菅原歩巴とともに決勝で淑徳高校を破って優勝して、高校女子柔道史上初となる団体3冠(高校選手権、金鷲旗、インターハイ)を達成した。ワールドカップ・スウォンでは2位だった。
2010年には東海大学へ進むと、1年の時には東アジア選手権で優勝すると、全日本ジュニアでも決勝で井上を破って優勝した。2年の時には優勝大会で3位となった。4年の時には優勝大会と講道館杯で3位となるが、体重別団体では決勝で環太平洋大学に敗れて2位だった。
2014年にはJR東日本の所属となると、体重別で3位となった。2015年には実業個人選手権の決勝で三井住友海上の稲森奈見を破って優勝した。2016年のアジアオープン・台北ではオール一本勝ちで優勝を飾った。

## 主な戦績
(階級表記のない大会は全て78kg超級での成績)
- 2005年 -　全国中学校柔道大会　3位70kg級
- 2006年 -　全国中学校柔道大会　2位70kg超級
- 2007年 -　金鷲旗　2位
- 2007年　- インターハイ　団体戦　2位
- 2008年 -　高校選手権　5位
- 2008年 -　チューリンゲンジュニア国際　2位
- 2008年 -　金鷲旗　優勝
- 2008年　- インターハイ 個人戦　優勝 団体戦　2位
- 2009年　- ベルギー国際　3位
- 2009年 -　高校選手権　優勝
- 2009年 -　フランスジュニア国際　3位
- 2009年 -　金鷲旗　優勝
- 2009年　- インターハイ　個人戦　優勝 団体戦　優勝
- 2009年　- ワールドカップ・スウォン　2位
- 2010年　- ワールドカップ・ソフィア　5位
- 2010年　- ロシアジュニア国際　優勝
- 2010年　- 東アジア選手権　優勝
- 2010年　- 全日本ジュニア　優勝
- 2011年 -　優勝大会　3位
- 2013年 -　優勝大会　3位
- 2013年 -　体重別団体　2位
- 2013年　- 講道館杯 3位
- 2014年 -　体重別　3位
- 2015年　- 実業個人選手権　優勝
- 2016年　- アジアオープン・台北　優勝

(出典、JudoInside.com)。